# Награда „Змај Огњени Вук”
Награда „Змај Огњени Вук” додељивана је за најбољу књигу поезије на српском језику у периоду од 2001. до 2012.
Награду је 2001. установила Народна библиотека Смедерево, организатор Сајма поезије у оквиру Међународног фестивала поезије „Смедеревска песничка јесен”. Додељивана је за најбољу књигу поезије на српском језику објављену у периоду између два Сајма поезије. О добитнику је одлучивао жири у чијем саставу су били главни уредници издавачких кућа и уредници за поезију. Састојала се од Повеље и новчаног износа.

## Добитници
Добитници Награде су следећи песници:
- 2001 — Срба Игњатовић, за књигу Судбеник.
- 2002 — Слободан Ракитић, за књигу Песме.
- 2003 — Драган Јовановић Данилов, за књигу Хомер предграђа.
- 2004 — Драган Лакићевић, за књигу Снед пада душо.
- 2005 — Манојле Гавриловић, за књигу Пријездина љубав.
- 2006 — Драгомир Брајковић, за књигу За веком залезећи.
- 2007 — Миодраг Павловић, за књигу Живот у јарузи – Ктиторов сан.
- 2008 — Милица Јефтимијевић Лилић, за књигу Чарање.
- 2009 — Верољуб Вукашиновић, за књигу Вртлар.
- 2010 — Обрен Ристић, за књигу Венац Творцу.
- 2011 — Милосав Тешић, за књигу Млинско коло
- 2012 — Ђорђо Сладоје, за књигу Златне олупине.